# Tectum

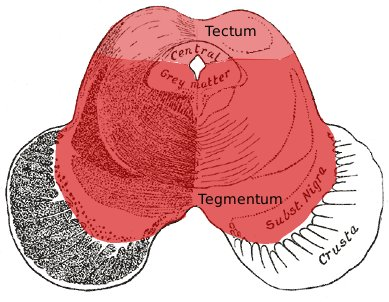
Illustration du tectum, cerveau humain

Le tectum (latin : toit) est une région du cerveau, plus spécifiquement la partie dorsale (supérieure) du mésencéphale. La position du tectum contraste avec le tegmentum, qui désigne la région ventrale (inférieure) du système ventriculaire. Le tectum est responsable des réflexes auditifs et visuels.
Le tectum optique jaillit à travers la formation réticulée et interagit avec les neurones moteurs du tronc cérébral. Ces connexions sont importantes pour la reconnaissance et la réaction à des objets de tailles variées, facilitées par les émetteurs de nerf optique excitateurs tels que le L-glutamate. Des études récentes sur les lésions suggèrent que le tectum n’a pas d’influence sur les réponses de mouvement d’ordre supérieur comme des réponses optomotrices ou optocinétiques, mais pourrait faire partie intégrante des signaux de niveau inférieur dans la perception du mouvement, comme dans l’identification de petits objets.
Le tectum est dérivé, dans le développement embryonnaire, de la plaque alaire du tube neural.
Le tectum optique est le centre visuel du cerveau des non-mammifères qui se développe à partir de la plaque alaire du mésencéphale. Il possède une organisation laminaire qui permet la présence de différents types de cellules sur les couches correspondantes. Un exemple de la spécificité des couches est constitué par les couches profondes qui envoient les signaux de sortie du tectum vers les neurones moteurs, en particulier le noyau pontin. Le noyau pontin est situé dans le pont basal et est responsable du partage d'informations entre le cerveau et le cervelet. Un autre exemple est celui des lames superficielles recevant des informations des cellules ganglionnaires de la rétine.
Chez l’adulte, il est formé des deux collicules supérieurs ou tubercules quadri-jumeaux supérieurs (TQS) et des deux collicules inférieurs ou tubercules quadri-jumeaux inférieurs (TQI) formant la lame quadrijumelle.
Les deux collicules présentent des projections descendantes vers la formation réticulée pontine paramédiane et la moelle épinière, et peuvent donc être impliqués dans les réponses aux stimuli plus rapidement que ne le permet le traitement cortical. 
Le collicule supérieur est impliqué dans le traitement visuel préliminaire et le contrôle des mouvements oculaires. Chez les vertébrés non mammifères, il sert de zone visuelle principale du cerveau, fonctionnellement analogue aux zones visuelles du cortex cérébral chez les mammifères.
Le collicule inférieur est impliqué dans le traitement auditif. Il reçoit des informations de divers noyaux du tronc cérébral et des projets sur le noyau géniculé médian du thalamus, qui transmet des informations auditives au cortex auditif primaire.

La structure est fournie par l'artère quadrijumelle (une branche de l'artère cérébrale postérieure) et l'artère cérébelleuse supérieure.